# Stephen Olle
Stephen Olle es un deportista británico que compitió en vela en la clase Tornado. Ganó dos medallas en el Campeonato Mundial de Tornado, plata en 1978 y oro en 1979.

## Palmarés internacional
| Campeonato Mundial | Campeonato Mundial     | Campeonato Mundial | Campeonato Mundial |
| Año                | Lugar                  | Medalla            | Clase              |
| ------------------ | ---------------------- | ------------------ | ------------------ |
| 1978               | Weymouth (Reino Unido) | Medalla de plata   | Tornado            |
| 1979               | Kiel (RFA)             | Medalla de oro     | Tornado            |